# センノウ属
センノウ属（センノウぞく、学名: Lychnis、和名漢字表記: 仙翁属）は、ナデシコ科の属の一つ。
センノウの名称は、昔、京都嵯峨にあった仙翁寺（せんのうじ）にあったことによるという。
本属は、近年の分子系統学的研究の結果、ナンバンハコベ属 Cucubalus L.、フシグロ属 Melandryum Roehl.、ムシトリビランジ（ビスカリア）属 Viscaria Bernh. などとともに、現在は、マンテマ属 Silene L. に含められている。

## 特徴
ふつう多年草。葉は対生し、平たく、縁は全縁となる。
花は集散花序をなす。萼片は合生して円筒形になり、10脈がある。花弁は5個で、舷部は全縁となるかまたは多裂する。雄蕊は10個、花柱は5個であるが、ときに2個または4個のものがある。
蒴果は先端から裂開し、蒴果の数は花柱と同数となる。

## 種
世界に約30種あり、日本には次の6種があるほか、多くの栽培種がある。ヨーロッパでは牧草地や沼、湿った森に広く生息する。ガンピセンノウやセンノウは古くから観賞用として栽培されていた。

### 日本の種
- センジュガンピ Lychnis gracillima (Rohrb.) Makino
- フシグロセンノウ Lychnis miqueliana Rohrb.
- エゾセンノウ Lychnis fulgens Fisch. ex Spreng.
- マツモトセンノウ Lychnis sieboldii Van Houtte
- オグラセンノウ Lychnis kiusiana Makino
- エンビセンノウ Lychnis wilfordii (Regel) Maxim.

### 帰化、栽培種
- アメリカセンノウ Lychnis chalcedonica L.
- カッコウセンノウ Lychnis flos-cuculi L.
- ガンピセンノウ Lychnis coronata Thunb.
  - クルマガンピ Lychnis coronata Thunb. var. verticillata Makino
- コムギセンノウ Lychnis coelirosa (L.) Desr.
  - ザクロガンピ Lychnis miqueliana Rohrb. f. plena (Makino) Okuyama
- スイセンノウ Lychnis coronaria (L.) Desr. - 南ヨーロッパ原産。葉がふかふかしていて、ろうそくの芯を作るのに適していることから、「ランプの花」の別名もある[4]。
- センノウ Lychnis senno Siebold et Zucc.
- チョウセンマツモト Lychnis cognata Maxim.
- マツヨイセンノウ Lychnis alba Mill.

## ギャラリー

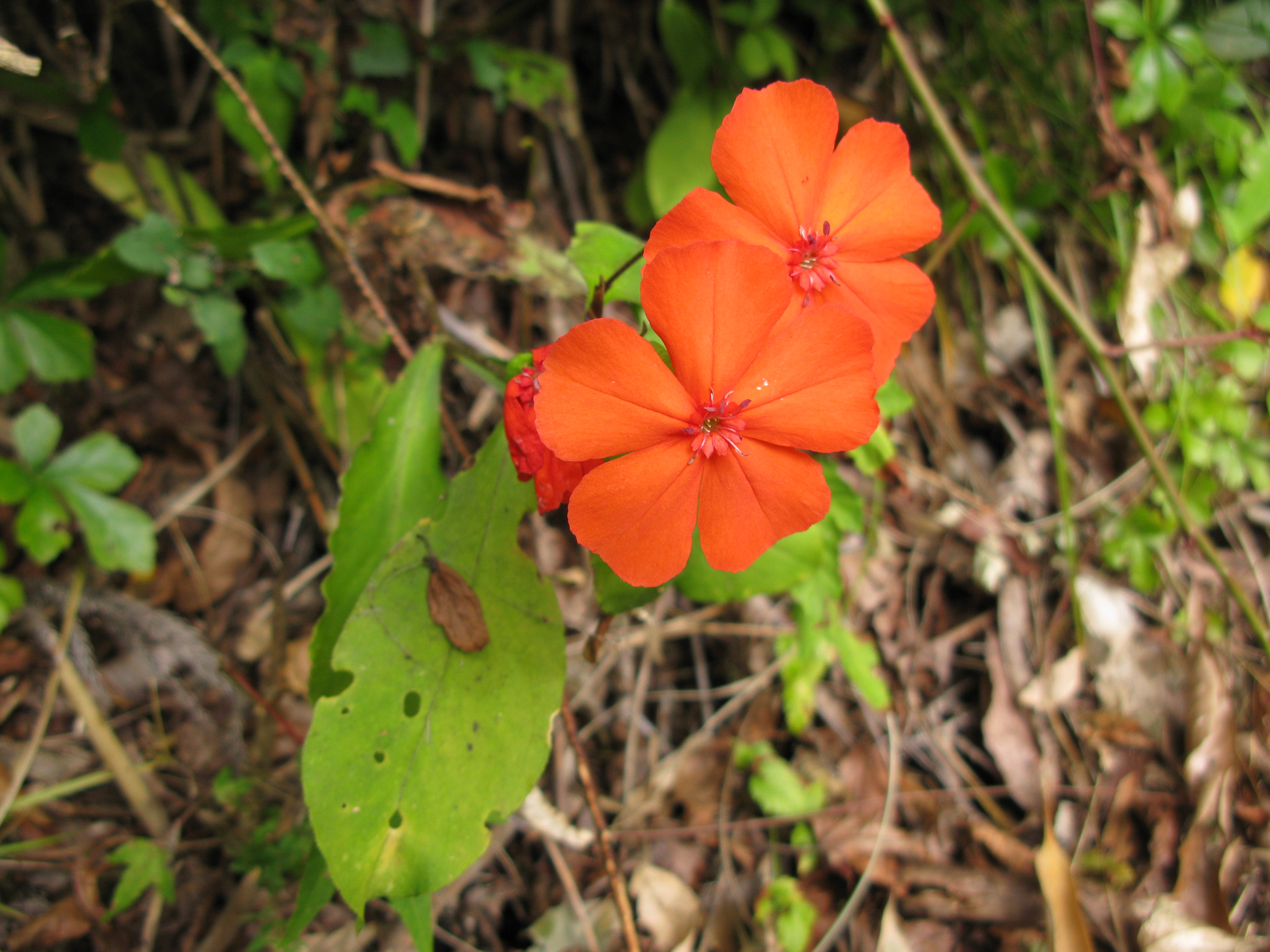
フシグロセンノウ
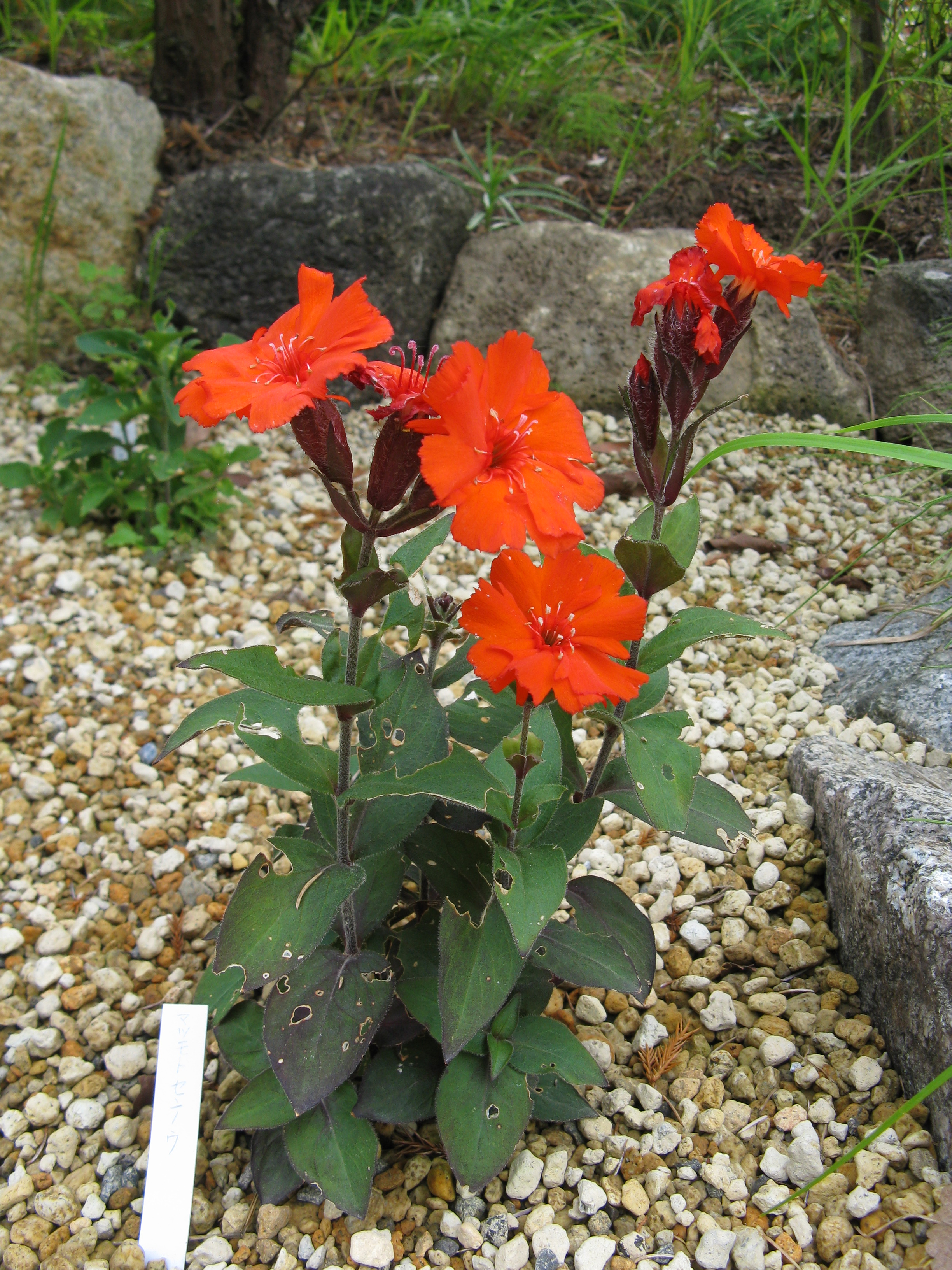
マツモトセンノウ
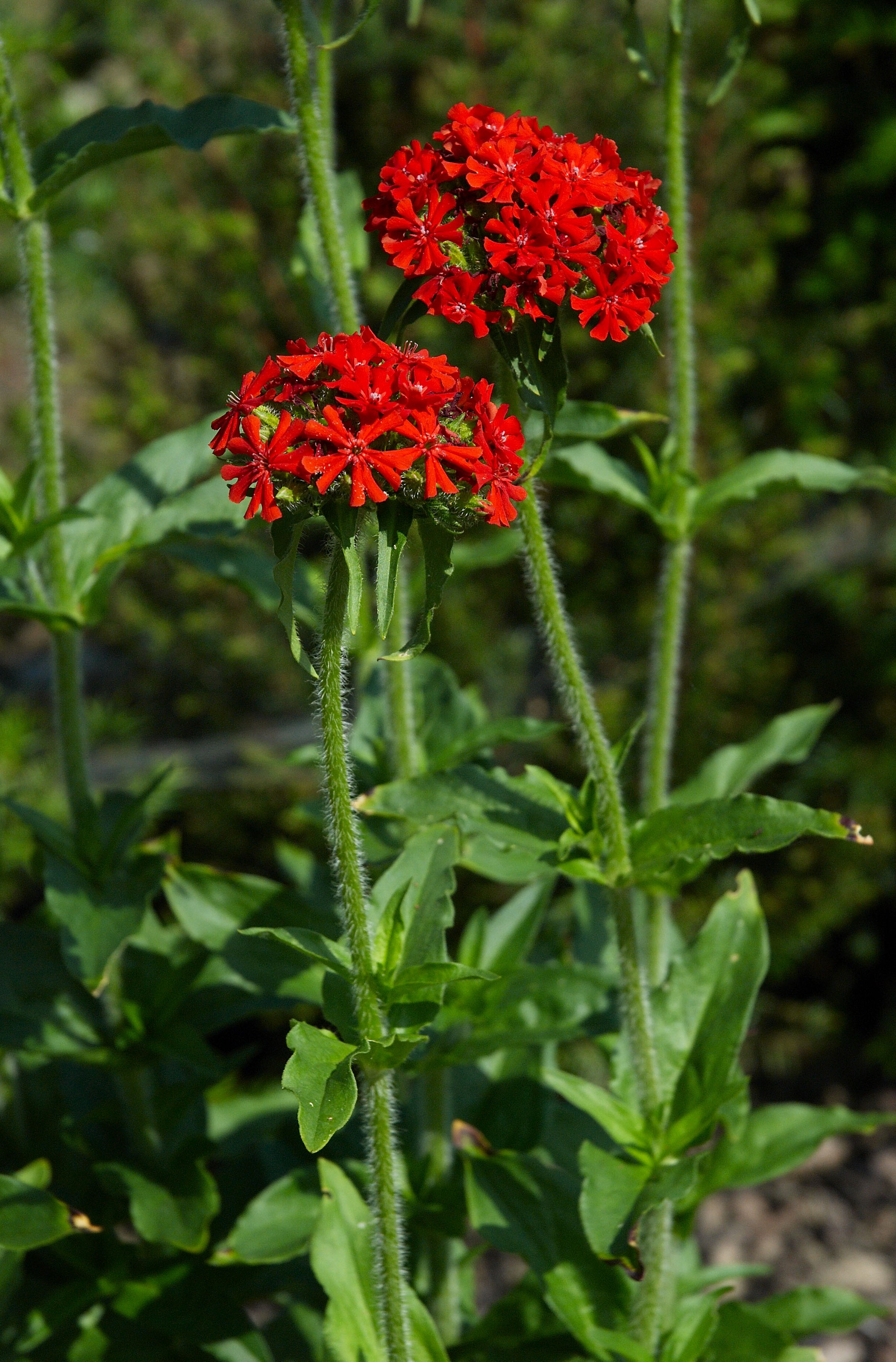
アメリカセンノウ
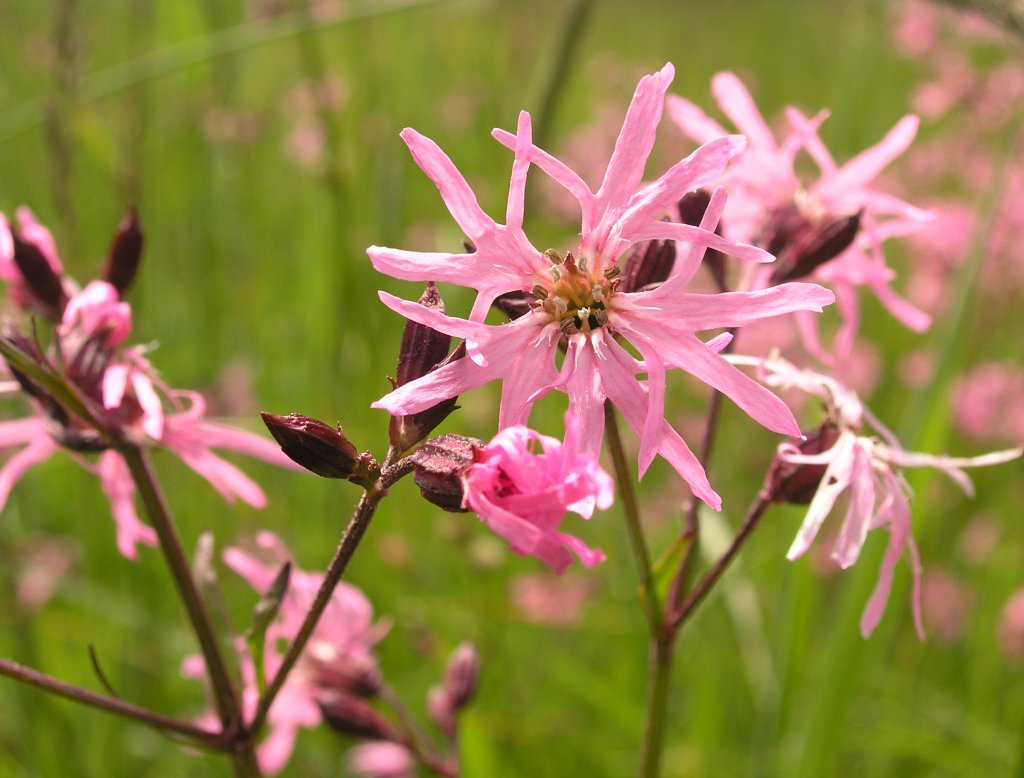
カッコウセンノウ
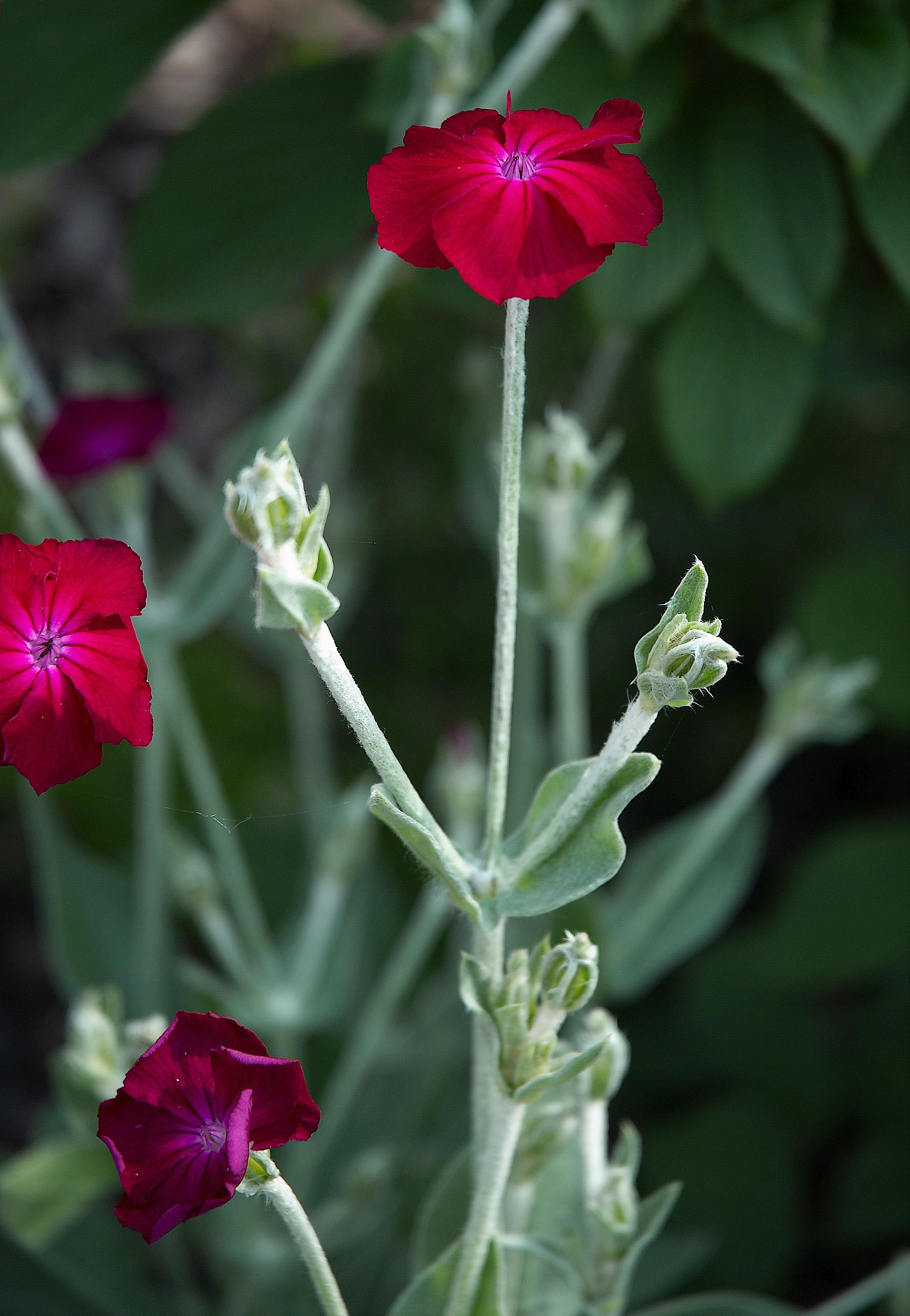
スイセンノウ